# Dying for a Daughter
Pour plus de détails, voir Fiche technique et Distribution.
Dying for a Daughter est un téléfilm américain réalisé par Fred Olen Ray, sorti en 2020. Il met en vedettes dans les rôles principaux Brittany Underwood, Melanie Nelson et Brandon Ray Olive.

## Synopsis
La vie de Samantha est bouleversée par un terrible accident de voiture qui laisse sa fille Cassie, âgée de 10 ans, gravement blessée. Samantha a déjà du mal à concilier sa vie professionnelle dévorante avec son mariage avec le père de Cassie, Tom, qui se détériore. Elle embauche alors une infirmière à domicile, Margaret, pour aider sa fille à se rétablir. Malheureusement, Samantha ignore que Margaret est aigrie par la perte de son propre enfant, qu’elle a abandonné à la naissance. Désespérée de retrouver son enfant, elle s’accroche à l’idée que Cassie est sa fille après l’avoir vue passer aux urgences. Elle se lance alors dans une mission de vengeance contre Samantha et Tom pour récupérer Cassie, qu’elle pense être sa fille. Elle prend le contrôle de la vie de la vraie mère, flirte avec le père, change les médicaments de tout le monde, repousse tous ceux qui se mettent en travers de son chemin, et cela se termine tragiquement.

## Distribution
- Brittany Underwood : Margaret
- Melanie Nelson : Sam
- Brandon Ray Olive : Tom
- Scarlett Roselynn : Cassie[1]
- Karina Segura : Karen
- James Jamison : Dr. Phillips
- Malinda Money : infirmière Williams
- Charan Prabhakar : médecin Blake
- Yolanda Stange : détective Sullivan
- Jill Adler : Mrs. Bateman
- Richard Benedict : Jimmy
- David Stanley : officier de police Jacobs
- Jeff Perkins Hyde : Jimmy[3].

## Production
Le téléfilm est sorti le 7 novembre 2020 aux États-Unis, son pays d’origine.